# Ceroxylon ravenii
Ceroxylon ravenii — вид пальм. Описаний у 2021 році.

## Назва
Цей вид названий на честь доктора Пітера Рейвена, директора Ботанічного саду Міссурі з 1971 по 2011 роки, який був одним з головних промоутерів ботанічних досліджень у Перу.

## Поширення
Ендемік Перу. Виявлений лише у національному парку Кордильєра Азул на висоті 1240 м над рівнем моря.